# Cordyline angustissima
Cordyline angustissima är en sparrisväxtart som beskrevs av Karl Moritz Schumann. Cordyline angustissima ingår i släktet Cordyline, och familjen sparrisväxter. Inga underarter finns listade i Catalogue of Life.